# Gustaf Dalén
För fyrarna Gustaf Dalén, se Gustaf Dalén, Oxelösund och Gustaf Dalén, Skiftet.
Nils Gustaf Dalén, född 30 november 1869 i Stenstorps församling, Skaraborgs län, död 9 december 1937 i Lidingö församling, Stockholms län, var en svensk civilingenjör, uppfinnare och företagsledare. Han tilldelades Nobelpriset i fysik 1912, och blev invald i svenska vetenskapsakademin 1913. 
Gustaf Dalén anställdes som utvecklingsingenjör i företaget Aga (Aktiebolaget Gasaccumulator) 1906 och blev efter tre år utsedd till företagets VD. Gustaf Dalén förde på kort tid fram företaget Aga till en världsledande position inom främst fyrar som blev kända under namnet Aga-fyren. Agas genombrott på världsmarknaden var en stor order på fyrar 1911 för Panamakanalen. En ödesdiger olyckshändelse under ett prov 1912 med acetylengastuber för provning av maximal tryckhållfasthet, som exploderade, där han blev allvarligt brännskadad och miste synen på båda ögonen, hindrade honom inte att fortsätta som företagets självskrivna ledare ända till sin död 1937. En kort tid efter olyckshändelsen 1912 meddelades det att Gustaf Dalén hade tilldelats Nobelpriset i fysik. Dalén skänkte en stor del av prissumman till de anställda på Aga genom utdelning av en extra veckolön och instiftade också en fond på Chalmers tekniska högskola.

## Familj
Gustaf Daléns föräldrar var Anders Johansson och Lovisa Andersdotter, en lantbrukarfamilj på Skräddaregården i Stenstorp, en liten ort vid Västra stambanan mellan Falköping och Skövde. Gustaf Dalén växte upp med Johansson som efternamn men bytte sedan efternamn då hans äldre bröder redan gjort så. Förmodligen är namnet taget efter orten Dala, där familjen bodde i ett år under 1860-talet, dock innan Gustaf föddes. Hans mor såg till att alla syskonen fick möjlighet att läsa vidare, bland annat blev en bror kontraktsprost och brodern Albin ögonläkare. 1901 gifte sig Gustaf Dalén med Elma Persson (1872–1946) från Borgunda  och fick fyra barn som blev vuxna, två döttrar och två söner:
- Maja (1904–1995), jur. kand., landstingsledamot, gift Silfverstolpe
- Gunnar (1905–1970), civilingenjör
- Anders (1907–1994), läkare
- Inga-Lisa (1910–2006), gift Keen

(En dotter Greta Maria född och död 1902, se Rotemansarkivet.)

## Biografi

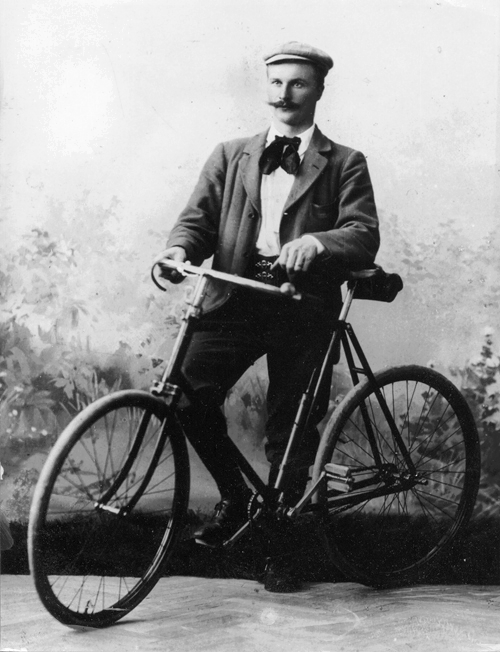
Gustaf Dalén med sin cykel i fotoateljén 1895.

Gustaf Dalén växte upp i en syskonskara på fem bröder och en syster. Av barnen uppvisade Dalén mer ett praktiskt handlag än studieintresse och sysslade vid unga år med ett flertal olika komplicerade uppfinningar. Efter den grundläggande folkskolan genomgick han en anpassad utbildning vid folkhögskolan och lantmannaskolan i Stenstorp där han fick utbildning i mejerihantering och trädgårdsskötsel. Den första tiden efter utbildningen ägnade han sig åt gården där han visade prov på både sin tekniska begåvning och entreprenörsanda. Han startade en fröhandel och en biodling och drev också ett litet mejeri på gården. Han ägnade sig också åt att bygga och reparera olika jordbruksmaskiner. Han kom efter de inledande åren inom jordbruket alltmer att intressera sig för mer avancerad maskinteknik och naturvetenskap.
1892 begav han sig till Stockholm för att visa upp en av sina uppfinningar för Gustaf de Laval (en av den tidens stora uppfinnare som arbetade med separatorer och små ångturbiner), en apparat som på ett enkelt sätt kunde fastställa fetthalten i mjölk för att bönder skulle få betalt från mejeriet också efter mjölkens fetthalt. Mötet med Laval blev avgörande för hans fortsatta yrkeskarriär genom att Laval gav honom rådet att skaffa sig en gedigen teknisk utbildning. Efter en tids självstudier och privatundervisning lyckades han få inträde i Chalmers Tekniska institut i Göteborg där han avlade (civilingenjörs)examen 1896 (Chalmers fick civilingenjörsstatus 1937). Som ung ingenjör blev han fascinerad av cykeln som fortskaffningsmedel och hade speciellt idéer om hur cykelns bromssystem kunde förbättras och passade på att ta med sin cykel vid ett fototillfälle i ateljé 1895.
Efter sin examen vid Chalmers begav han sig till Schweiz för att studera vidare under ett år vid Polytechnikum i Zürich där professor Aurel Stodola (1859–1942) verkade inom maskintekniksektionen med turbiner som specialitet. Polytechnikum var på den tiden en av de främsta tekniska läroanstalterna i Europa där Dalén främst studerade olika typer av ångturbiner. Dalén hade blivit lovad anställning hos Gustaf de Laval vid sitt besök 1892 i Stockholm efter sin examen, vilket sannolikt var en anledning till en påbyggnadsutbildning i turbinlära. När Dalén återvände till Sverige hade Gustaf de Lavals företag fått stora ekonomiska problem och hade ingen möjlighet att anställa honom.
Efter återkomsten till Sverige 1897 ägnade han sig i Göteborg åt experiment med en varmluftsturbin och i samband detta luftkompressorer och pumpar. Det fortsatta arbetet kring dessa maskiner förlades till Gustaf de Lavals Ångturbin AB i Saltsjö-Järla, Nacka. Samtidigt arbetade han i firman Dalén & Celsing, som han hade grundat tillsammans med en studiekamrat på Chalmers, där han fick kontakt med Svenska Karbid & Acetylen AB i Göteborg och deras acetylenapparater. Då Karbidbolaget flyttade till Stockholm 1901 anställdes Dalén som dess överingenjör och verkstadschef. 1902 demonstrerade han på Finnboda Varv för första gången acetylsvetsning i Sverige.
1904 lämnade Dalén Karbidbolaget, men då företaget ombildades till AB Gasaccumulator senare samma år, blev han företagets konsulterande ingenjör. 1906 fick han en heltidstjänst på Aga och 1909, efter en rekonstruktion av bolaget som var nära en konkurs, utsågs han till företagets VD.
Gustaf Dalén hade en optimistisk grundsyn genom hela livet, både i framgång och motgång. Han lät tillverka en nål med texten ”VAR OPTIMIST” som han gav till personer som han tyckte behövde muntras upp.

## Uppfinnaren och företagsbyggaren

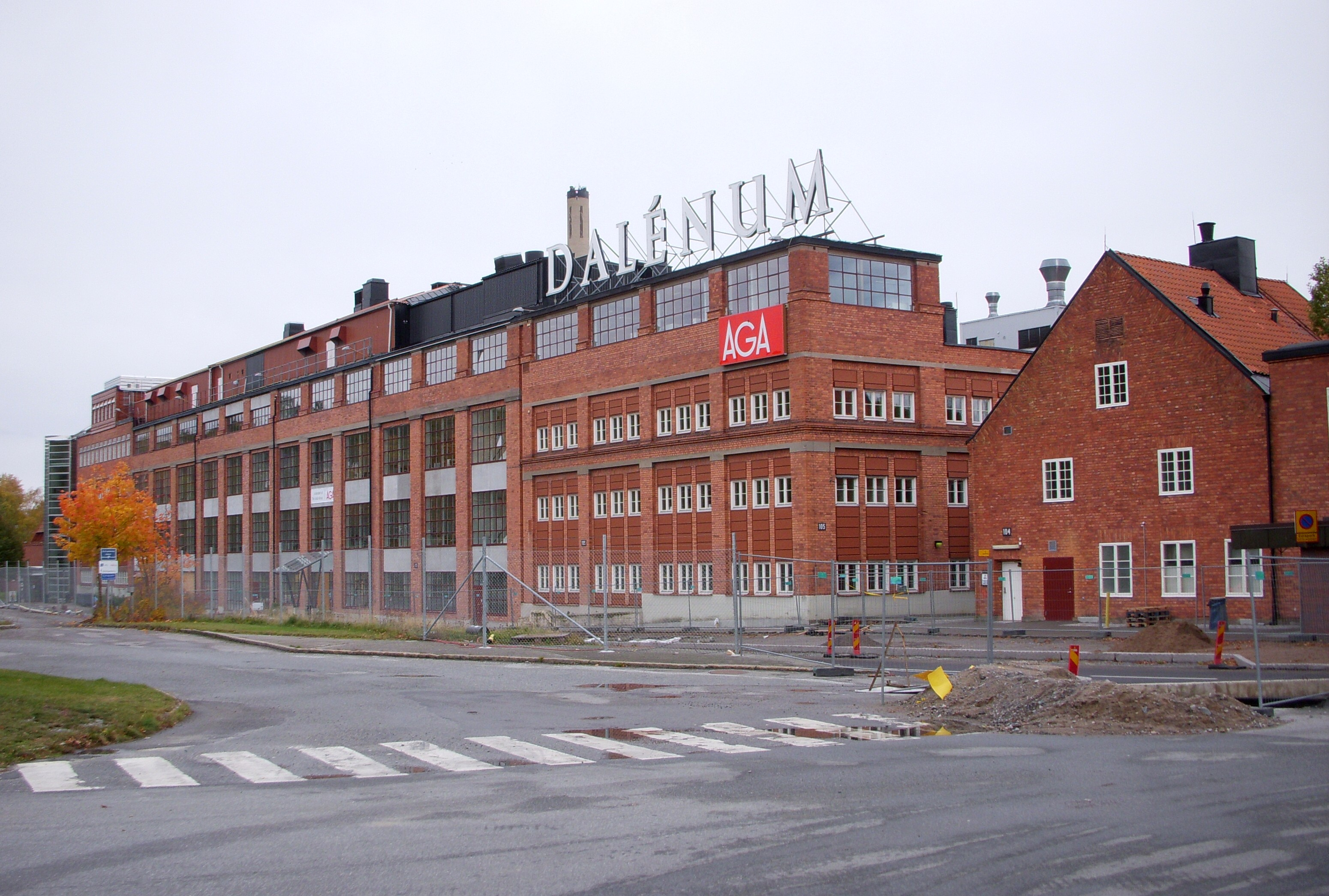
Dalénum företagsby, en sentida tillbyggnad till Agas ursprungliga två stora produktionslokaler på Lidingö vid Södra Kungsvägen i Skärsätra. Foto: Oktober 2009.

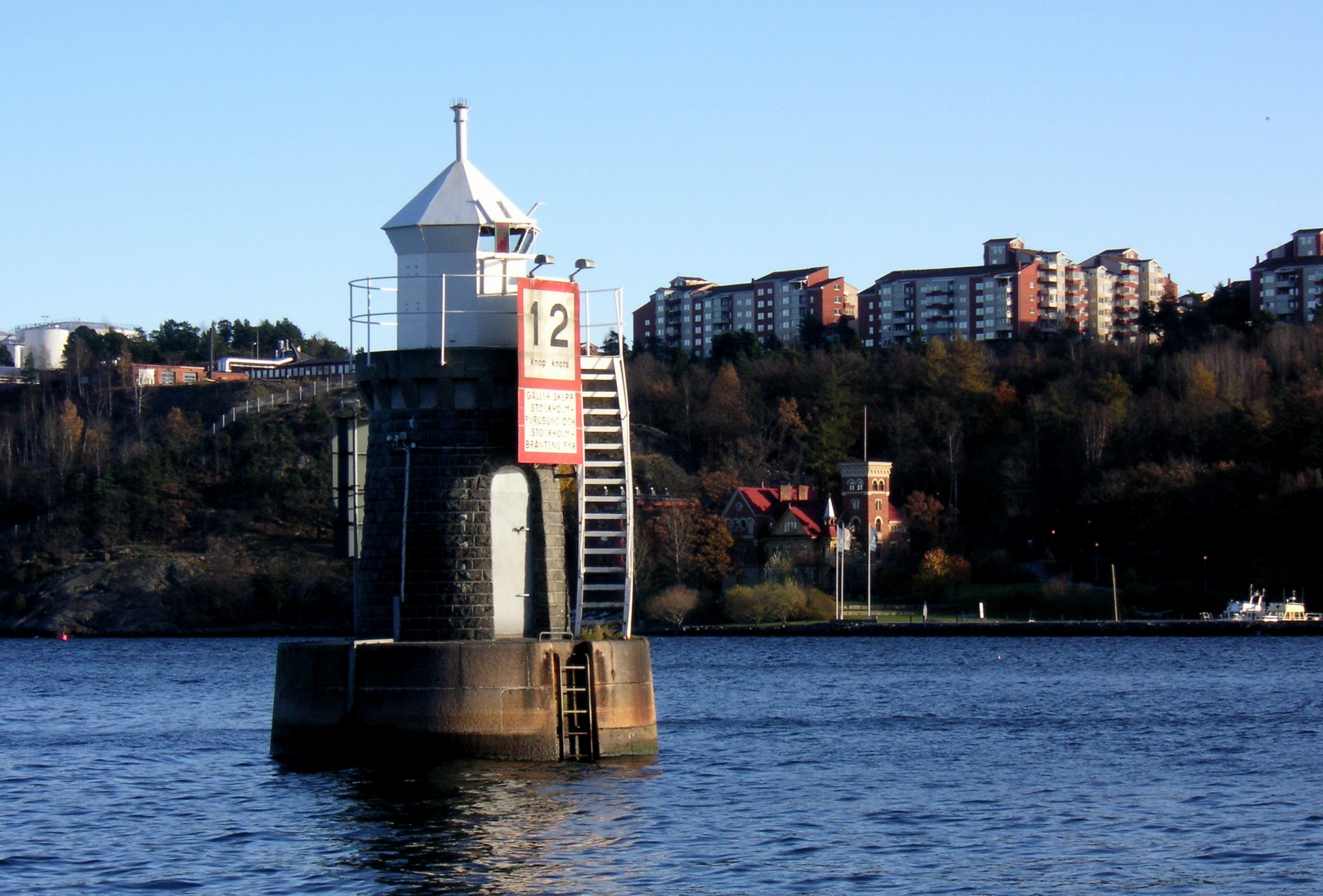
Blockhusuddens fyr, ursprungligen försedd med fyrutrustning från Aga, elektrifierad 1980. Foto: 2007.

Till Gustaf Daléns mer betydande uppfinningar hör bland andra klippljusapparaten med tryckregulator, solventilen, den automatiska glödnätsutbytaren och linspendeln för fyrbojar till havs för att eliminera dyningarnas rörelser på fyrhuset för ett stabilare ljussken samt Aga-massan för säker hantering och lagring av acetylen. Dessa konstruktioner lade grunden till företaget Aga (AB Gasackumulator) och företagets mest framgångsrika produkt, Agafyren som kunde arbeta utan tillsyn upp till ett år. Grundläggande för Agas fyrar var att de saknade all form av elektricitet. Den enda drivkällan var acetylengas. En mycket liten låga brann dygnet runt, på dagtid med en minimal förbrukning av acetylengas genom att strypa tillförseln med solventilen. Den största delen av Daléns uppfinningar ligger inom området avancerad finmekanik och ett effektivt sätt att utnyttja olika metallers, gasers och andra materials grundläggande fysikaliska och kemiska egenskaper. Elteknik fanns inte med i bilden i de tidiga uppfinningarna men kom in på slutet i hans yrkeskarriär. Ett flertal andra Againgenjörer var också delaktiga i många av Daléns uppfinningar. 

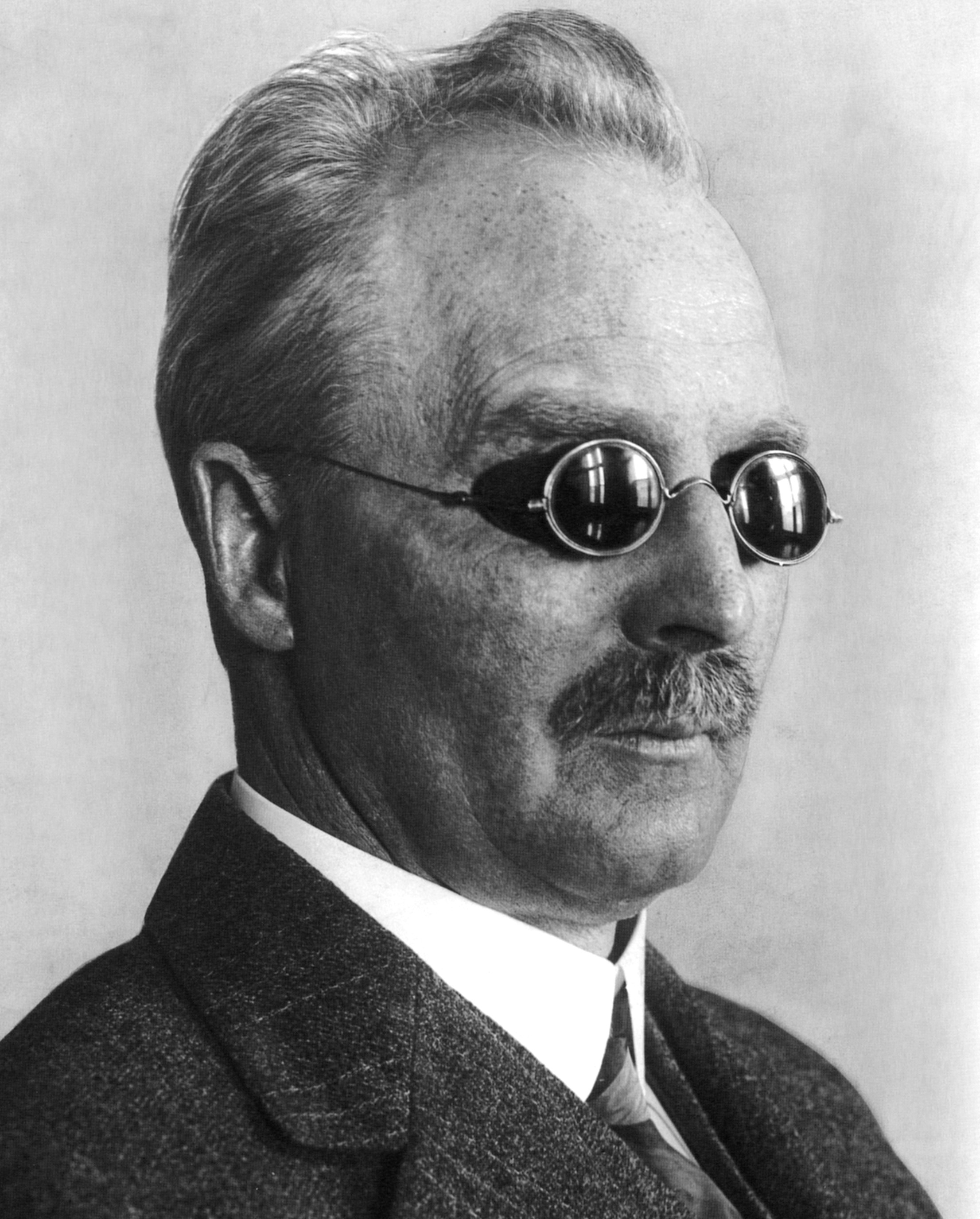
Gustaf Dalén 1926 efter olyckshändelsen men när han stod på höjdpunkten av sin företagarkarriär.

En avgörande faktor bakom Agas försäljningsframgångar ute i världen var arbetsinsatserna av Agas försäljningsdirektör Axel Nordvall. Fyrarna kom så småningom att säljas i stort antal till USA, Sydamerika och många andra länder runt om i världen och vann i hård konkurrens en uppmärksammad order på fyrar och fyrbojar 1911 för Panamakanalen. Efter Panamaordern blev det hausse i Aga-aktien som steg 13-faldigt. Klippapparaten och actylenljus kom också att användas i många andra tillämpningar, bland annat för järnvägssignaler. 1906 uppfann Dalén tillsammans med Sköldberg den så kallade Agamassan som gjorde att tuber med acetylen klarade kraftiga stötar och slag utan att explodera. Massan bestod av bland annat asbest, cement och stenkol.
År 1912 flyttade Aga till moderna lokaler på Lidingö. Samma år kom också både det internationella genombrottet, när företaget fick uppdraget att bygga fyrbelysningen längs Panamakanalen, och Blockhusuddens fyr i hamninloppet till Stockholm som blev först i världen med en solventil. När denna senare 1980 elektrifierades konstaterade man att ventilen aldrig behövt repareras.
Agas produktsortiment under Gustaf Daléns ledning blev omfattande. Bland några andra betydande uppfinningar som Gustaf Dalén stod bakom kan nämnas Agaspisen som introducerades på marknaden 1929 och gassvetsning med acetylen/syrgas som han demonstrerat redan 1902. 1916 startade han en svetsskola på Aga som stod öppen även för icke Aga-anställda. 1918 började Aga tillverka biograflampor med acetylen/syrgas till filmprojektorer och gjorde stora insatser när det gällde utveckling och tillverkning av ljudfilmsutrustning inom dotterbolaget AGA-Baltic. 1919 startade Aga i samarbete med L.M. Ericsson och ASEA bolaget Svenska Radio för tillverkning av radioapparater och sände radioprogram innan Radiotjänst (Sveriges Radio) hade fått monopol på radiosändningar i Sverige. På 1930-talet utvecklade man gas för medicinskt bruk, bland annat lustgas och utrustning för narkos.
Agas produktsortiment kom under Daléns tid som VD att successivt byggas på med produkter inom vitt skilda teknikområden och fortsatte ända fram till början av 1970-talet då Sven Ågrup tillträdde som VD, då man började sälja ut många delar och inledde en återgång till en koncentration mot olika gasprodukter, Agas ursprungliga teknikområde.

## Socialt engagemang

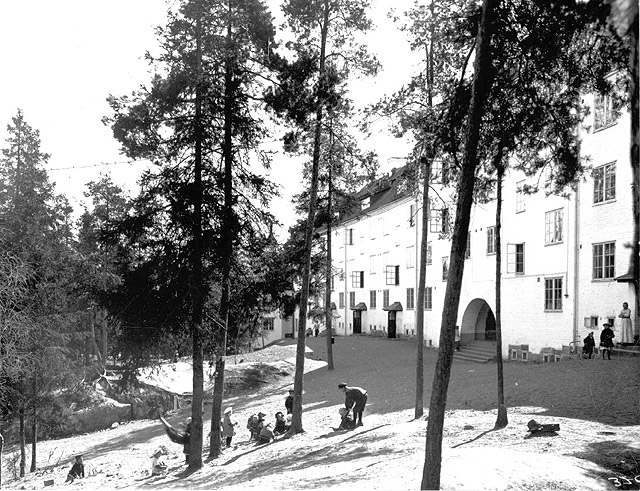
Agas personalbostäder i Bergsätra. Norra sidan av den 135 m långa huslängan vid nuvarande Mittvägen. Foto: c. 1914.

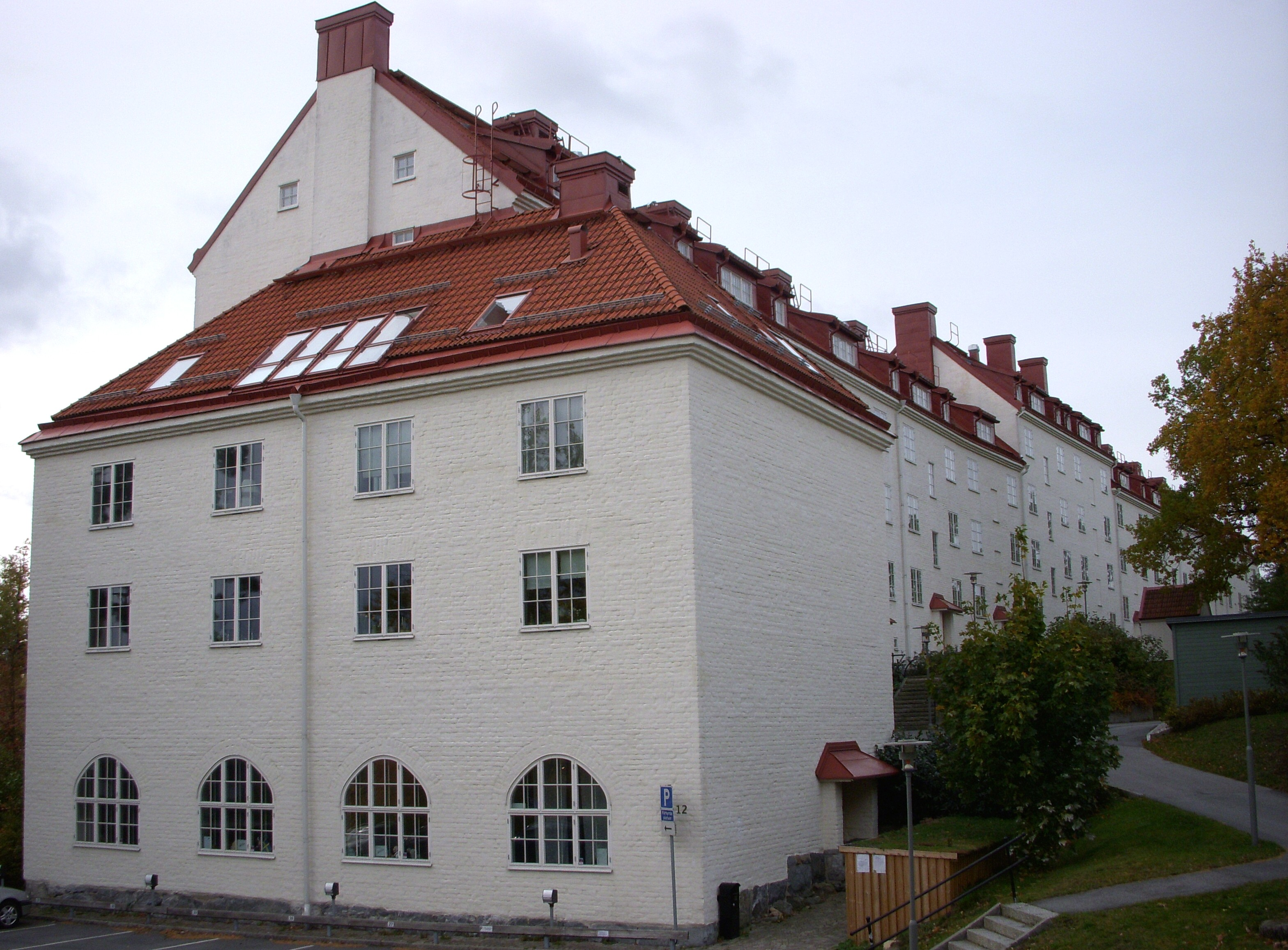
Flerbostadshuset vid Mittvägen i Bergsätra uppfört av Aga 1914. Renoverat och ombyggt interiört av JM i början av 2000-talet. Numera ägt av en bostadsrättsförening. Foto: 2009

Dalén engagerade sig inte bara i företaget Aga utan också i frågor som gällde de anställdas arbetsförhållanden och bostadsstandard. När företaget hade flyttat ut sin verksamhet till Lidingö från Järla och lokaler på Maria Prästgårdsgata på Södermalm i Stockholm, fick arbetarna, som i huvudsak bodde på Södermalm, ta sig till arbetet med de reguljära ångbåtar som trafikerade Stockholms vatten. 1913 begärde de sänkt arbetstid på grund av de långa resvägarna. Dalén grundade då Fastighets AB Bergsätra som med början 1914 uppförde en stor fastighet med 85 lägenheter på en höjd ovanför fabriken som skulle fungera som arbetarbostäder för enbart Agas anställda. Lägenheterna byggdes med en för den tiden mycket modern standard med elektricitet, WC, badrum och tvättstuga i källarplanet. De anställda kunde välja storlek på lägenheten, från 1–3 rum och kök.
Fastigheten som idag är ombildad till bostadsrätter, där man behållit den gedigna byggnadsstommen, lade grunden till bostadsområdet Bergsätra. De anställda som önskade bygga egna villor kunde få förmånliga lån via företaget. 1919 köpte man det stora hyreshuset "Blocket" i Brevik där Agaanställda hade förtur och successivt kom många Agaanställda att bosätta sig på Lidingö. Dalén ordnade också så att resvägen mellan Stockholm och Aga förbättrades genom att företaget införskaffade ett eget passagerarfartyg, ångbåten "Gasaccumultor III", senare omdöpt till "Aga III", som gjorde att de anställda kunde åka direkt från Stockholms innerstad till Aga vid Larsberg utan tidsödande stopp. Dalén var också drivande för att bygga den södra delen av Lidingöbanan, linje 21, som öppnade för trafik 1914, men som ända fram till 1925 hade Herserud vid Millesgården som ändstation mot flottbron över Lilla Värtan, varför ångbåten från Stockholm länge var det vanligaste färdmedlet för anställda som bodde i Stockholms innerstad.

## Politiskt engagemang
För att få ett mer direkt inflytande på samhällsutvecklingen på Lidingö var Dalén också politiskt engagerad. Under åren 1916–1934 var han fullmäktigeledamot för Högerpartiet och satt under många år med i kommunalnämnden och i läroverksstyrelsen.

## Olyckshändelsen och Nobelpriset
Dalén blev svårt brännskadad och miste synen på båda ögonen i samband med en gasexplosion under ett prov med acetylentuber vid Alby gård i Botkyrka den 27 september 1912. Två veckor senare meddelades det att Gustaf Dalén hade tilldelats Nobelpriset i fysik. Han tilldelades priset för sina "uppfinningar av självverkande regulatorer att i kombination med gasaccumulatorer användas till belysning av fyrar och lysbojar". Beslutet att tilldela Dalén Nobelpriset var kontroversiellt bland fysiker och hade troligen influerats av den tragiska händelsen där han miste synen på båda ögonen. År 1913 invaldes han som ledamot nummer 765 av Kungliga Vetenskapsakademien.
Dalén fortsatte trots skadan att leda Aga fram till 1937 då han efter en längre tids sjukdom och en större läkarundersökning meddelade bolagsstyrelsen att han drabbats av en svårartad cancer och förmodligen bara hade några år kvar att leva. Han avled dock redan samma år. Han är begravd på Lidingö kyrkogård.

## Villa Ekbacken

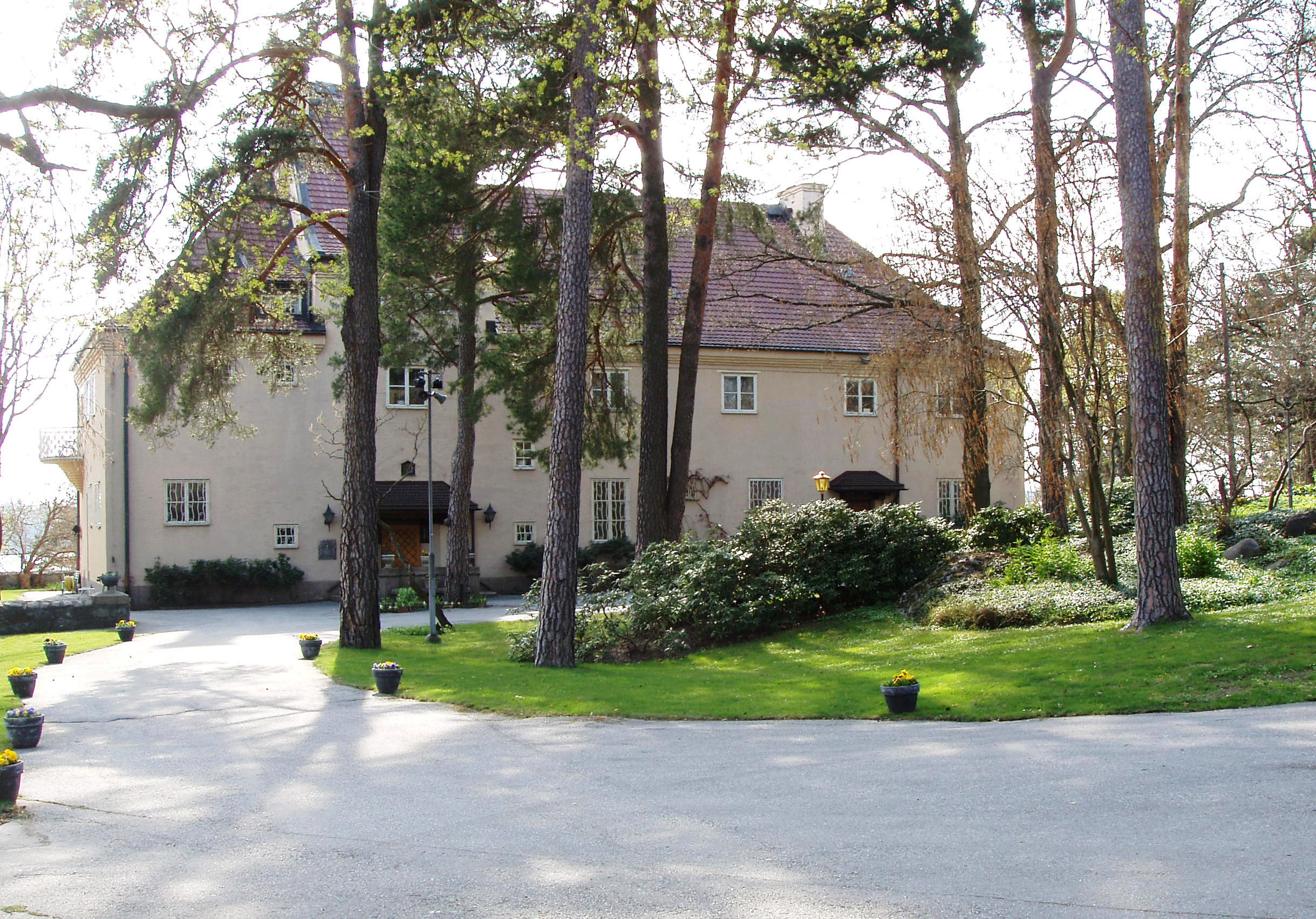
Villa Ekbacken i april 2009.

År 1912 i samband med att Agas fabrikslokaler höll på att uppföras vid stranden mot Lilla Värtan i Skärsätra på Lidingö, påbörjades bygget av familjen Daléns privata bostad, kallad Villa Ekbacken. Villan uppfördes på en höjd strax öster om fabriksområdet med fri utsikt över Lilla Värtan och Stockholm och är byggd i samma monumentala borgliknande stil som Villa Högberga på Lidingö, som uppfördes 1909–1911. Arkitekt var Erik Hahr som även hade ritat Agas arbetarbostäder i det närbelägna Bergsätra. Tegelväggarna är försedda med ett tunt putslager vilket ger intryck av tunga murar. Invändigt dekorationsmåleri utfördes av konstnären Filip Månsson.
Dalén, som dagen före olyckshändelsen, där han miste synen, hade inspekterat grundläggningen av villan, lär ha hittat i huset lika bra som om han hade haft synen i behåll. Fastigheten var mellan 1969 och 2011 officiellt residens för Kanadas ambassadör i Stockholm.

## Platser och byggnadsverk uppkallade efter Gustaf Dalén

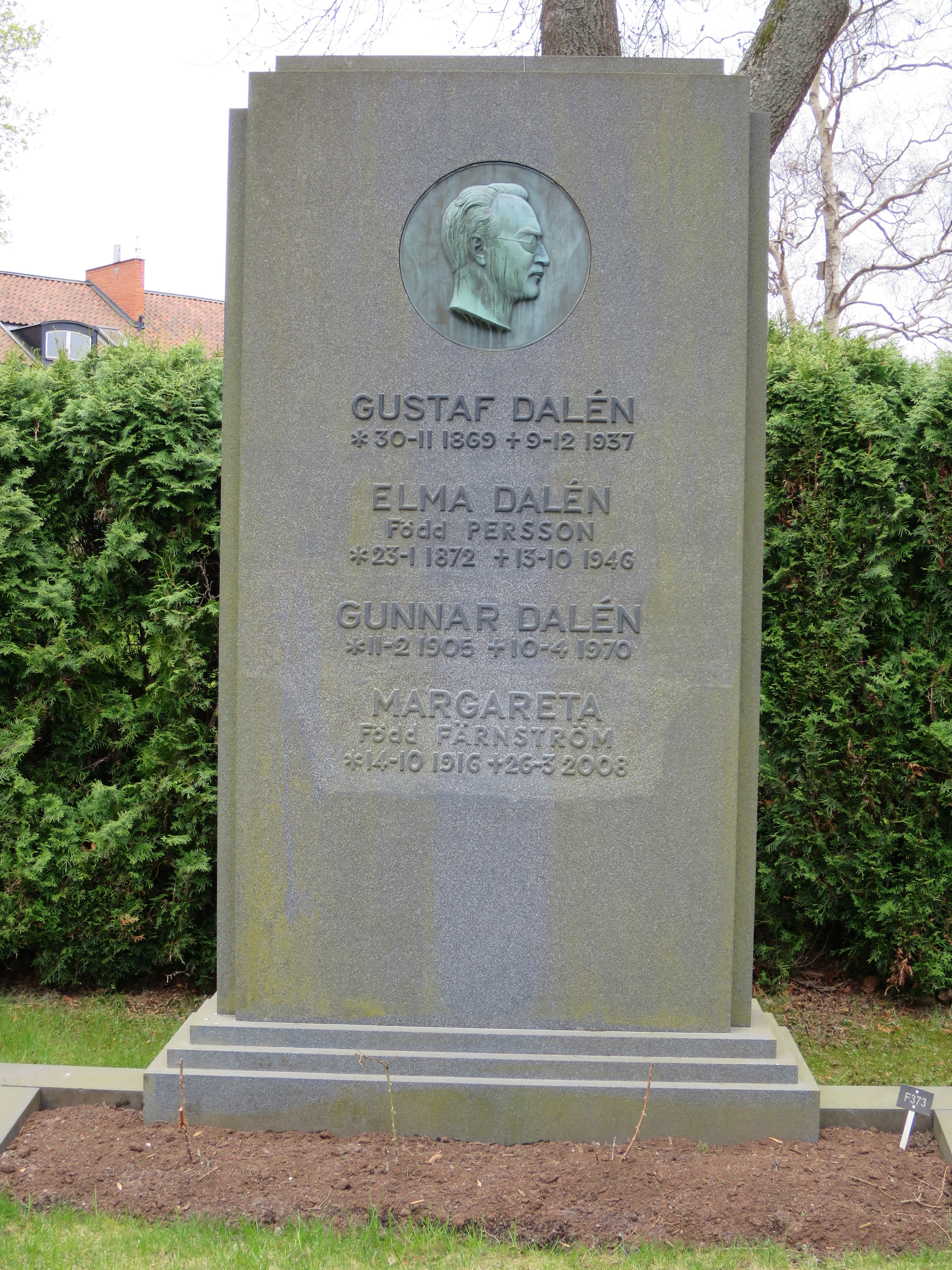
Gustaf Daléns gravmonument på Lidingö kyrkogård

- Fyren Gustaf Dalén utanför Oxelösund
- Fyren Gustaf Dalén i Skiftet
- Dalénhallen, sporthall på Lidingö som senare döpts om till Childhoodhallen
- Dalénum, företagsby inom Agas industriområde på Lidingö
- Dalénmuseet i födelseorten Stenstorp
- Gustaf Dalénskolan, grundskola i Stenstorp
- Dalenium, vetenskapscentrum i Stenstorp
- Gustaf Dalénsalen, lärosal på Chalmers tekniska högskola
- Gustaf Dalénutställningen, Chalmers Kårhus Chalmers studentkår
- Gustaf Dalén Räddningskryssare, tidigare ägd av SSRS, Svenska Sällskapet för Räddning af Skeppsbrutne.
- Gustav Dalénsgatan på centrala Hisingen i Göteborg.